# سلینا جن
سلینا جن چیا هسون (متولد ۳۱ اکتبر ۱۹۸۱) خواننده، مجری تلویزیون و بازیگر تایوانی است. در ۱۱ ژوئن ۲۰۰۴، او از دانشگاه ملی تایوان عادی با مدرک لیسانس آموزش، در رشته آموزش مدنی و رهبری فارغ‌التحصیل شد. خواهر او بازیگر و خواننده لورن رن است.